# سيسيل أنيم
سيسيل أنيم (بالإنجليزية: Cecilia Anim)‏ هي رئيسة كلية التمريض الملكية لعام RCN) 2015 إلى الوقت الحاضر) ، وأخصائية التمريض السريري في الصحة الجنسية والإنجابية في مركز مارغريت بايك في لندن.

## حياتها وتعليمها
سيسيل من مواليد غانا ، التحقت بالمدرسة هناك واستكملت تدريبها في مستشفى Komfo Anokye ، كوماسي، غانا في عام 1968. انتقلت سيسيل إلى المملكة المتحدة في السبعينيات وأكملت دورة التمريض العامة بالمملكة المتحدة في مستشفى Hull Royal. ثم أكملت تدريبها كأخصائية تمريض سريري في تنظيم الأسرة المتقدم في مدرسة بلومسبري للتمريض.

## عملها
بدأت سيسيل حياتها المهنية في بلدها غانا من 1968-1972. وفي عام 1977، بعد أن أكملت دورتها التمريضية العامة في المملكة المتحدة في مستشفى Hull Royal، عملت كممرضة في قسم طب الأطفال. وفي عام 1979 بدأت العمل في مركز مارغريت بايك في لندن، حيث استمرت في العمل كمتخصصة في مجال التمريض السريري في الصحة الجنسية والإنجابية.
شغلت سيسيل منصب نائبة الرئيس (2010 - 2014). وهي تخدم حاليًا فترة ولايتها الثانية بعد إعادة انتخابها كرئيس لل RCN في عام 2017.

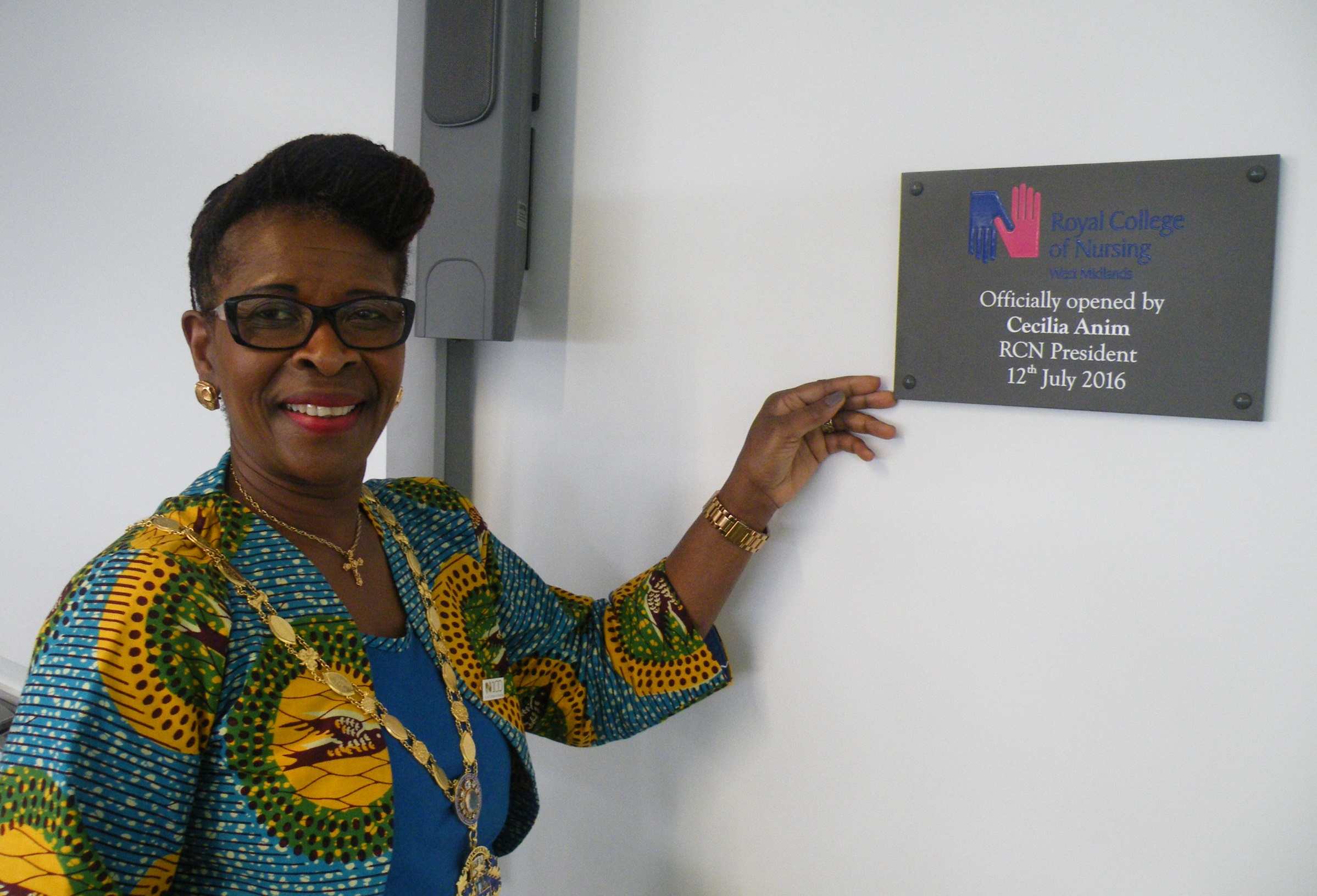
سيسيليا أنيم تقوم بافتتاح فرع West Midlands الجديد في RCN في عام 2016

## جوائز
تم منح سيسيل جائزة بيفان من أجل الصحة والرفاهية في عام 2013. كما حصلت على درجة الدكتوراه الفخرية في الصحة من جامعة برادفورد. وتم إضافتها في قائمة شرف الملكة لعام 2017 ، كما كانت رئيسة لجمعية الصليب الأحمر الإسباني.